# Pronar 320AM
Pronar 320AM – lekki ciągnik rolniczy, produkowany przez Pronar Sp. z o.o.

## Dane techniczne
- Moc znamionowa silnika – 26,5 kW (36 KM),
- Max moment obrotowy – 98Nm,
- Jednostkowe zużycie paliwa – 267g/kWh,
- Liczba biegów (przód+tył) – 16+8,
- Ogumienie kół przednich/tylnych – 210/80 R16 / 11,2-20
- Rozstaw kół przednich/tylnych – 1280 lub 1410 mm / 1250 lub 1394 mm
- Długość  – 3460 mm,
- Szerokość  – 1565 lub 1678 mm,
- Wysokość (do kabiny) – 2360 mm,
- Masa – 1895 kg.